# Auguste Deter
Auguste Deter (Kassel, 16 de mayo de 1850 - Fráncfort del Meno, 8 de abril de 1906) fue una mujer alemana reconocida por ser el primer caso documentado de la enfermedad de alzheimer.

## Vida
Su apellido de soltera es desconocido.  Se casó con Karl Deter en la década de 1880 y juntos tuvieron una hija. 

## Inicio de la enfermedad
Durante finales de 1890, empezó a mostrar síntomas de demencia, como pérdida de memoria, delirios, e incluso estados vegetativos temporales. Tenía insomnio, arrastraba hojas a través de la casa, y gritaba durante horas en medio de la noche.
Como trabajador de ferrocarril, Karl era incapaz de proporcionar cuidado adecuado para su mujer. Logró que fuera admitida en una institución mental, la Institución para enfermos mentales y para epilépticos Irrenscloss en Fráncfort, el 25 de noviembre de 1901. Allí fue examinada por el Dr. Alois Alzheimer.

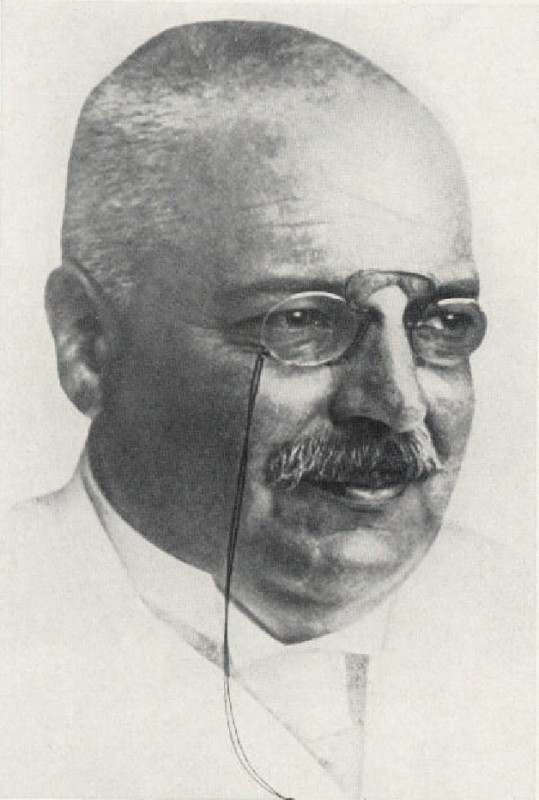
El doctor Alzheimer, quien examinó a Auguste.

### Tratamiento
El Dr. Alzheimer realizó una serie de preguntas y luego volvió a formularlas para ver si Deter recordaba. Le pidió que escribiera su nombre. Ella lo intentó, pero olvidó el resto y repitió: "Me he perdido" (en alemán: "Ich habe mich verloren."). Más tarde el doctor la puso en un cuarto aislado por un momento. Cuando fue liberada,  corrió afuera gritando, "no seré cortada. No me corto."
Después de muchos años, se volvió completamente demente, murmurando para sí misma. murió el 8 de abril de 1906. Más de un siglo después, su caso fue reexaminado con tecnologías médicas modernas, donde científicos de Gießen y Sídney (Australia) encontraron una causa genética para su enfermedad. Los resultados fueron publicados en la revista The Lancet Neurology. Según este documento, se encontró una mutación en el gen PSEN1, que altera la función de la gamma secretasa, y es una causa conocida de la enfermedad de Alzheimer de inicio temprano.  Sin embargo, los resultados no se pudieron replicar en un artículo más reciente publicado en 2014 donde "el ADN de Auguste D no reveló indicios de una mutación hetero o homocigota no sinónima en los exones de los genes APP, PSEN1 y PSEN2 que comprenden las mutaciones familiares conocidas de enfermedad de Alzheimer."
Alzheimer concluyó que no tenía noción de tiempo ni de lugar.  Apenas podía recordar algunos detalles de su vida y frecuentemente daba respuestas que no tenían ningún parecido con la pregunta y eran incoherentes. Sus estados de ánimo cambiaban con rapidez entre la ansiedad, la desconfianza, la abstinencia y la "lucidez". No podían dejar que deambulara por las salas porque abordaría a otros pacientes que probablemente la atacarían. Esta no era la primera vez que el Dr. Alzheimer había visto una degeneración completa de la psique en un paciente, pero anteriormente los pacientes tenían más de setenta años. La Sra. Deter despertó su curiosidad porque ella era mucho más joven. En las semanas siguientes, él continuó interrogándola y grabando sus respuestas. Ella respondía con frecuencia: "¡Oh, Dios!", y "Me perdí a mí misma, por así decirlo". Parecía estar consciente de que se le olvidaban las cosas y le daba impotencia. Alzheimer lo llamó la "Enfermedad del olvido".

### Muerte y legado
En 1902, Alzheimer dejó el "Irrenschloss" (Castillo del Demente) -como era conocida coloquialmente la institución-, para tomar un puesto en Múnich, pero frecuentemente llamaba a Fráncfort para preguntar por el estado de Deter. El 9 de abril de 1906, Alzheimer recibió una llamada de Fráncfort donde le contaron que Auguste había fallecido. Pidió que le enviaran su historial clínico y, además, su cerebro para ser estudiado. Su historia clínica documentaba sus últimos años de vida, cuando su condición se había deteriorado considerablemente. Su muerte fue resultado de una sepsis causada por una escara infectada. Examinando su cerebro, Alzheimer encontró placas seniles y ovillos neurofibrilares. Estos serían el contraste de la enfermedad de Alzheimer como los científicos lo saben hoy. Auguste habría sido diagnosticada con la enfermedad de Alzheimer de inicio temprano si hubiera sido vista  por un doctor actual.

## Redescubrimiento del registro médico
En 1996 el Dr. Konrad Maurer y sus colegas, los doctores Volk y Gerbaldo, redescubrieron la historia clínica de Auguste Deter. En estos documentos, el Dr. Alzheimer había escrito el examen de su paciente, incluyendo sus respuestas a sus preguntas:
"Cuál es tu nombre?"
"Auguste."
"Nombre familiar?"
"Auguste."
"Es el nombre de tu marido?" -  Duda, finalmente responde:
"Creo... Auguste."
"Tu marido?"
"Oh, no."
"Cuál es tu edad?"
"Cincuenta y uno."
"Dónde vives?"
"Oh, ¿estás acá?."
"Eres casada?"
"Oh, estoy tan confundida."
"¿Dónde estás ahora mismo?"
"Aquí y en todas partes, aquí y ahora, no tienes que pensar mal de mí."
"¿Dónde estás en este momento?"
"Viviremos allí."
"Dónde está tu cama?"
"¿Dónde debería estar?"
Alrededor del mediodía, Auguste comió cerdo y coliflor.
"¿Qué estás comiendo?"
"Espinaca" (estaba masticando carne)
"¿Qué estás comiendo ahora?"
"Primero como patatas y ahora rábanos."
"Escribe un '5'."
Escribe: "Una mujer"
"Escribe un '8'."
Escribe: "Auguste" (mientras  está escribiendo repetidamente dice, "me he perdido, por así decirlo").